# Bridgeview
Bridgeview ist ein Ort (Status: Village) mit 17.027 Einwohnern (Stand: Volkszählung 2020) in Cook County im Bundesstaat Illinois in den Vereinigten Staaten.

## Geographie
Der Ort liegt etwa 20 Kilometer südwestlich des Zentrums von Chicago (Chicago Loop) und hat eine Ausdehnung von 10,7 Quadratkilometern.

## Geschichte
Um 1830 erreichten die ersten Siedler das Gebiet um Bridgeview. Zwischen 1870 und 1920 wurde das Gebiet hauptsächlich landwirtschaftlich genutzt. Ab den 1920er-Jahren begann sich die Industrie in dem Gebiet zu entwickeln.
1947 wurde die Stadt gegründet mit damals 500 Einwohnern.

## Sport

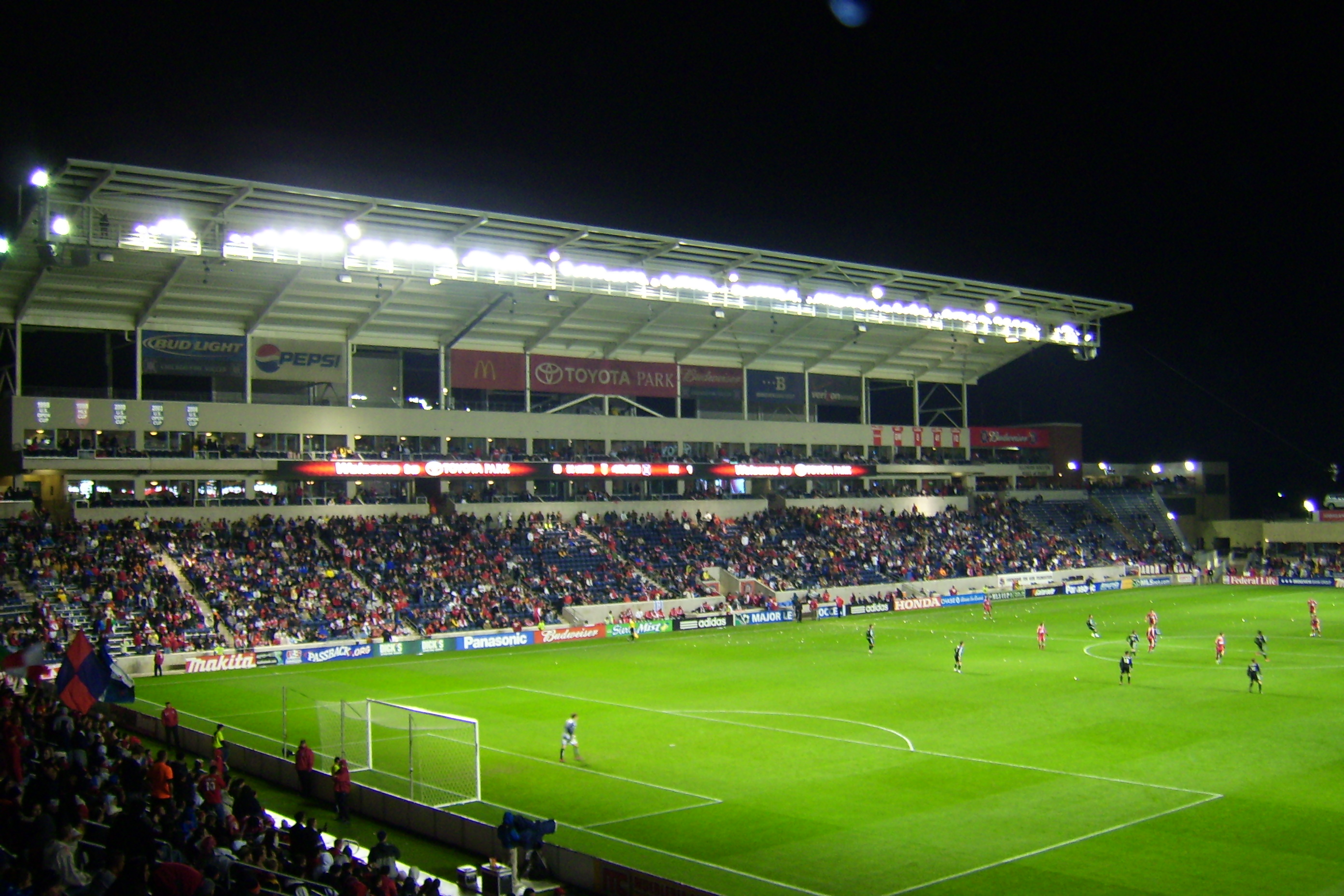
Spiel der Chicago Fire 2007 bei Nacht im Toyota Park

Bridgeview war die Heimstätte des Major-League-Soccer-Franchises Chicago Fire. Deren ehemalige Spielstätte, das SeatGeek Stadium (bis 2018 Toyota Park), im Südwesten der Stadt wurde zum großen Teil von den Einwohnern der Stadt finanziert. Die Fußballnationalmannschaft der Vereinigten Staaten absolvierte am 10. September 2008 in diesem Stadion ein Qualifikationsspiel zur Weltmeisterschaft 2010 gegen Trinidad und Tobago (Ergebnis: 3:0 für die USA). Im Oktober 2014 ist das Stadion Spielstätte von vier Spielen beim CONCACAF Women’s Gold Cup 2014. Zur Saison 2020 zog das Franchise wieder ins Soldier Field nach Chicago.